# Trifluorbenzeen
Trifluorbenzeen is een organische verbinding met als brutoformule C6H3F3. De stof is opgebouwd uit een benzeenring met 3 fluoratomen. Er bestaan 3 isomeren:
- 1,2,3-trifluorbenzeen
- 1,2,4-trifluorbenzeen
- 1,3,5-trifluorbenzeen

Structuurformule van 1,2,3-trifluorbenzeen
Structuurformule van 1,2,4-trifluorbenzeen
Structuurformule van 1,3,5-trifluorbenzeen

Trifluorbenzeen · Trichloorbenzeen · Tribroombenzeen · Tri-joodbenzeen